# Pern

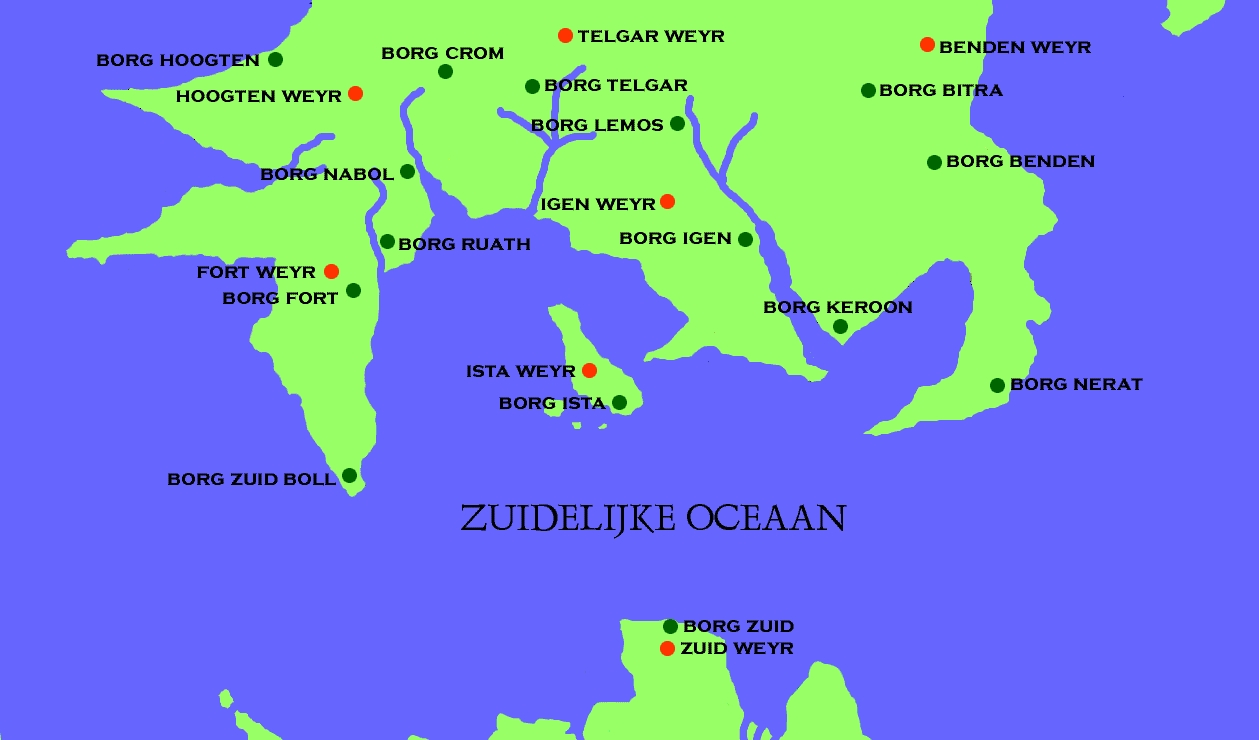
Continentul nordic de pe planeta Pern

Pern este o planetă fictivă din universul creat de scriitoare de literatură științifico-fantastică Anne McCaffrey pentru seria de romane Dragonriders of Pern. McCaffrey localizează planeta Pern pe o orbită în jurul stelei Rukbat.

## Istoria

### Explorarea:The Chronicles of Pern: First Fall
Planeta a fost explorată și curățată pentru colonizare de către o echipă de explorare și evaluare (EEC) cu două sute de ani înainte ca să înceapă colonizarea efectivă. Acest aspect este în conformitate cu temele lui McCaffrey privind explorarea spațiului și colonizarea acestuia pentru a scăpa de Vechiului Pământ poluat și supraaglomerat, idee folosită de autoare în mai multe serii.
Echipa EEC a petrecut zece zile pentru a evaluara planeta. Ei au înregistrat informații geografice, geologice, botanice, zoologice și ecologice dintr-o varietate de locații, dintre care unele sunt recunoscute ca zone de interes în unele povești ale seriei. Un membru al echipei EEC, Shavva bint Faroud, a considerat că planeta este atât de frumoasă încât s-a decis să lupte ca să rămână un obiectiv al expediției. (Într-o povestire clasică a lui McCaffrey se arată că Shavva este un strămoș al lui Avril Bitra, astronavigatorul coloniei de pe Pern.) În ciuda frumuseței planetei, echipa EEC a fost nedumerită din cauza unui tipar aleatoriu repetat de cercuri de murdărie, pe care membrii echipei le-au observat pe tot globul. În cele din urmă, ei au etichetat planeta cu acronimul: Pământ paralel, Resurse neglijabile (adică Insuficiente pentru a sprijini investițiile comerciale interstelare). Pământ paralel, Resurse neglijabile în engleză este: Parallel Earth, Resources Negligible, de aici denumirea PERN a planetei.

### Colonizarea:Dragonsdawn
În romanul Dragonsdawn, planeta Pern a fost colonizată de coloniști inițial de pe Pământ, de pe prima bază de pe Lună și din colonia din sistemul Alfa Centauri. Acești oameni trăiau într-o societate tehnocratică în convalescență după un război cu o rasă extraterestră. Colonia era condusă de amiralul Paul Benden și guvernatorul Emily Boll, care au fost amândoi lideri cheie în războiul cu extratereștrii. 6000 de coloniști au vrut să se întoarcă la o societate agrară, cu un nivel al tehnologiei atât de scăzut încât s-au pregătit să facă o călătorie numai dus de 15 ani într-o parte izolată a galaxiei.
La mai puțin de un deceniu după ce prima colonie a fost întemeiată, coloniștii au descoperit că planeta lor este atacată periodic din spațiul cosmic de spori care distrug substanțele organice la contact, amenințarea a fost numită Firul (engleză Thread). Sporii erau cauza acelor cercuri misterioase observate de echipa EEC. Fiindu-le imposibil să se retragă din fața pericolului, coloniștii au dezvoltat metode de combatere a acestei amenințări. O mică formă de viață indigenă, șopârla-de-foc (engleză Fire-Lizard), a fost descoperită ca posedând adaptări remarcabile împotriva amenințării (Thread): zborul, teleportarea, telepatie limitată și capacitatea de a mesteca rocă din fosfin pentru a arunca flăcări. (O altă temă favorită a lui McCaffrey: manipulare biologică, folosită ca un mijloc care le permite coloniștilor să lupte cu amenințarea.)
Kitti Ping, un om de știință instruit în manipulare genetică de către Eridani, a modificat genetic aceste șopârle-de-foc transformându-le în dragoni mai mari cu respirație de foc și care comunicau telepatic cu oamenii. Spre deosebire de alte legende și scrieri literare, dragonii sunt complet prietenoși față de oameni. Ei au ajutat oamenii să evite sporii ucigași din spațiu. Călărețul de Dragon a devenit o profesie extrem de importantă și extrem de respectată, mai ales după migrarea în masă spre continentul nord, unde au trăit în Weyrs, și, cu timpul, coloniștii și-au uitat originea lor terestră.

### Ultimul Contact:The Chronicles of Pern: First Fall
În săptămânile următoare primului atac al Firului (engleză Thread), coloniștii s-au sfătuit dacă să trimită pe Pământ o sondă pentru a cere cerând ajutor. Coloniștii și-au demonstrat independenta și curajul luând decizia de a lupta singuri cu amenințarea sporilor. O mică parte a comunității nu a fost de acord, și Ted Tubberman, un botanist al coloniei, a trimis un SOS spre Pământ. Ca pedeapsă pentru acest lucru, Ted a fost evitat de colonie.
Vreo cincizeci de ani mai târziu, o navă stelară de luptă a flotei, Amherst, a trecut prin Sectorul Sagittarian, în căutarea unor incursiuni extraterestre, și a observat că sectorul Rukbat a fost marcat pentru investigații de către navele care au trecut prin zonă. (cruzimea unei astfel de imense birocrații este o altă temă comună în romanele lui McCaffrey.) Căpitanul de la bordul navei, Anise Fargoe, a autorizat o echipă de salvare sub conducerea locotenentului Ross Vaclav Benden, nepotul amiralului Pavel Benden, pentru a descoperi ce este cu SOS-ul trimis de Tubberman. La sosirea pe suprafața planetei, Ross a zburat cu naveta Erica pentru a scana planeta, dar nu a reușit să observe noile așezări din emisfera nordică, deoarece acestea erau situate în peșteri adânci pentru a fi protejate de sporii spațiali. În emisfera sudică, Erica a găsit prima așezare a coloniștilor îngropată sub cenușă vulcanică, dar o sondă încă emitea un semnal slab înspre muntele sudic. Ross și echipa sa l-au găsit pe primul colonist, Stev Kimmer, acum un om bătrân, conducând câțiva oameni în Honshu Hold. Stev și oamenii săi l-au convins pe Ross și pe echipajul său că sunt ultimii supraviețuitori ai coloniei, datorită devastărilor produse de Spori. Ei au fost evacuați, iar sistemul Rukbat a fost interzis, ceea ce a dus ca Pern să nu mai fie vizitat de nicio navă în secolele viitoare.

## Detalii privind sistemul planetar

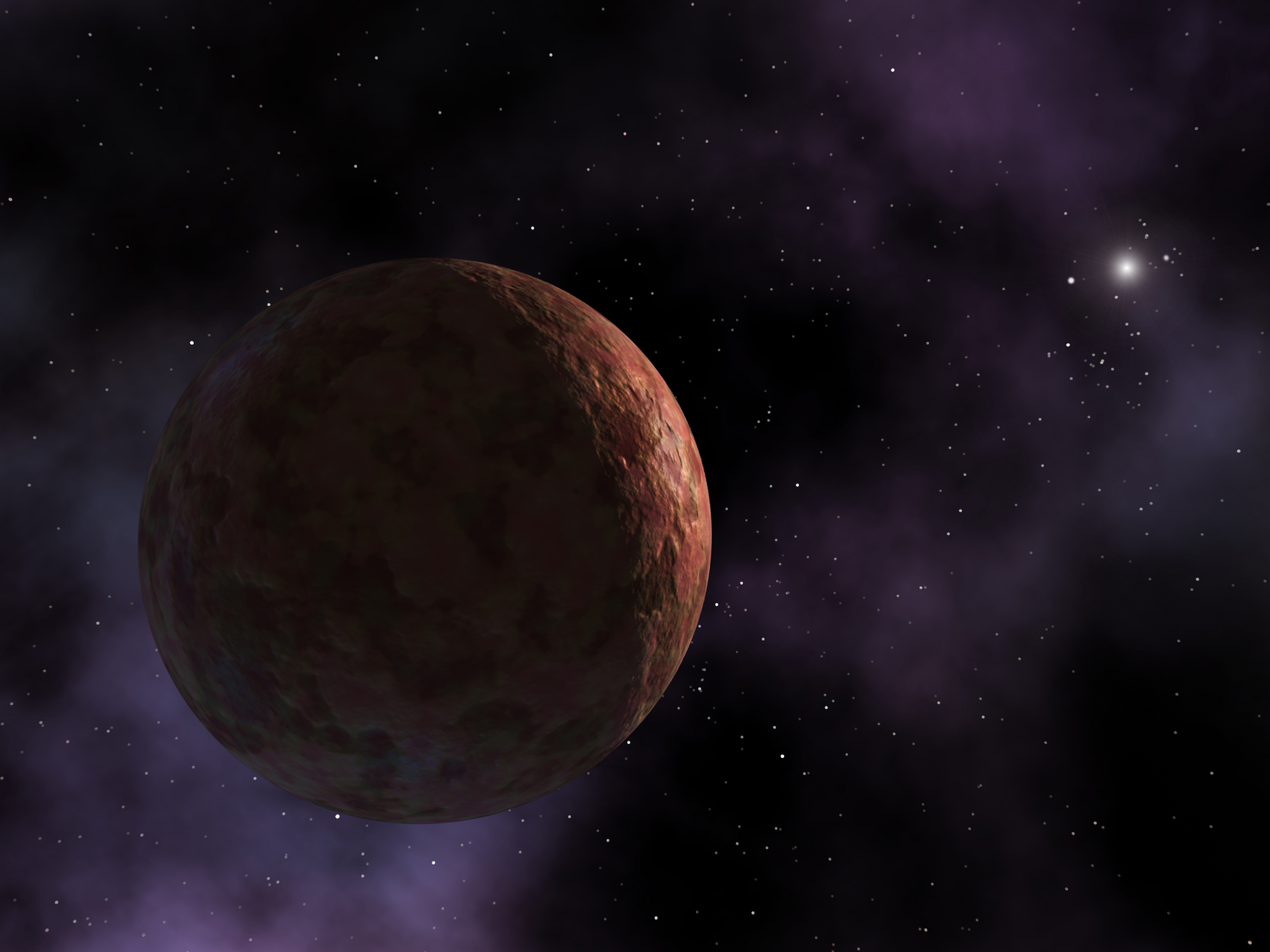
Steaua Roșie este un obiect asemănător planetei pitice Sedna

Pern este a treia din cele cinci planete din sistemul stelei Rukbat (Alpha Sagittarius). În serie, Rukbat este o stea de clasa G (galben), în realitate Rukbat este o stea de clasa B (albastru). Pern are două luni, Belior și Timor (în ordinea depărtării de planetă). Sistemul Rukbat conține, de asemenea, două centuri de asteroizi si un nor Oort. Norul lui Oort și o a șasea planetă rogue, Steaua Roșie (un obiect tip Sedna din interiorul norului Oort), joacă un rol major în serie, deoarece sunt sursa Firului, sporii ucigași care bombardează periodic planeta Pern.

## Geografie
Pern are trei continente, patru oceane și un număr mare de insule. Cel mai mare continent, cel sudic, prezintă suprafețe mari de pășuni și junglă, precum și un nivel ridicat al activității vulcanice și tectonice (probabil din cauza celor doi sateliți ai planetei, deși această activitate crește odată cu apropierea de Steaua Roșie). Continentul nordic, în schimb, este relativ infertil, compus în principal din roci, dar este suprafața cea mai stabilă de pe planetă din punct de vedere tectonic. Nu se știe prea multe despre un mic continent aflat departe în vest, deoarece nu a fost niciodată explorat, existența sa este cunoscută doar din scanările prin satelit și expediții maritime.
Pern are numeroase peșteri, în special în continentul nordic. Această caracteristică a influențat puternic dezvoltarea societății umane de pe planetă, deoarece oamenii au fost forțați să se adăpostească în aceste peșteri și în cele din urmă au dezvoltat o cultură complexă de la cea asociată cu locuințele în peșteră la o societate feudală cu un nivel al tehnologiei de la medieval la cel asemănător Renașterii.
Pern, relativ, este lipsit de cele mai importante metale. Cu toate acestea, depozite suficient de petrol și metale există pentru a da naștere unei societăți de înaltă tehnologie agrară, deși nu există o industrie de înaltă tehnologie.
Deși Pern are patru oceane majore, oceanul cel mai important pentru majoritatea locuitorilor din Pern este Oceanul de Sud, cel care separă continentele de Nord și cel de Sud. Puține expeditii au explorat Oceanele de Vest și de Est aflate de cealaltă parte a continente principale. Marea Inelară (engleză Ring Sea) este cunoscută doar din observațiile prin satelit.
Oceanul de Sud prezintă o vreme tulbure și curenți puternici, care reprezintă o provocare pentru marinari. Cel puțin un ciclon tropical a avut loc în acest ocean, în cursul acțiunii din cărțile seriei.

### Piatra de foc
Piatra de foc (engleză Firestone) este o piatră găsită pe Pern în care se află fosfină. Atunci când este mestecată de dragonii de pe Pern, ei sunt capabili să producă gaze fosforescente, care se aprind și sunt folosite, în primul rând, pentru arderea Sporilor Spațiali în aer. (Totuși dragonii regină aurii nu pot produce fosfină după ce mestecă piatra de foc.) Piatra de foc există în două variante. O variantă este foarte instabilă în natură, adesea predispusă la degajarea de gaze mortale și cu pericol de explozie în contact cu cea mai mică picătură de umiditate. Acest tip de piatră de foc este extrem de periculoasă în timpul extracției, stocării și utilizării. Cealaltă variantă este relativ stabilă; și necesită roci care urmează să fie oarecum digerate în acidul din cel de-al doilea stomac al dragonilor înainte ca gazele de fosfină să fie eliberate. Aceasta a fost o variantă inițial descoperită pe plajele din sudul continentului în Dragonsdawn și utilizate în toate romanele seriei Pern.
Se crede că Piatra de foc provoacă sterilitate la dragonii de sex feminin, astfel încât călăreții de dragoni regină (aurii) folosesc aruncătoare de flăcări atunci când se luptă cu Firul (Sporii). Acest efect secundar ar fi benefic dragonilor verzi (care sunt, de asemenea, tot de sex feminin)- dragonii verzi sunt mici, ei au suprapopulat planeta cu acest tip de dragoni, improprii pentru lupta împotriva Sporilor.

## Ecologie
Biomurile de pe Pern au fost profund afectate de apariția ciclică a sporilor care distrug toate materialele organice cu care intră în contact. Acest lucru a dus la o relativă lipsă a plantelor și animalelor terestre. Cu toate acestea, datorită efectului minim al sporilor asupra apei, Pern are o biomasă acvatică populată și prosperă.
Biomurile de pe Pern conțin atât floră și faună indigenă Perneză cât și speciile ce au fost aduse din alte lumi, în primul rând de pe Pământ. (Echipa originale EEC a constatat că există foarte puține biodiversității, ceea ce înseamnă că primii coloniști, venind cu 200 ani mai târziu, au adus specii de floră și faună cu ei.)

## Lista de cărți
Aceste cărți sunt listate în ordine cronologică și nu în ordinea în care au fost scrise (în unele cărți linia cronologică se amestecă cu cea din alte cărți, așa că pot apărea confuzii în unele locuri).
- The Chronicles of Pern: First Fall
- Dragonsdawn
- Red Star Rising (Dragonseye în Statele Unite)
- Dragon's Kin
- Dragon's Fire
- Dragonharper
- Moreta: Dragonlady of Pern
- Nerilka's Story (& the Coelura)
- The Masterharper of Pern
- Dragonflight
- Dragonquest
- Dragonsong
- Dragonsinger
- Dragondrums
- The Renegades of Pern
- The White Dragon
- All the Weyrs of Pern
- The Dolphins of Pern
- The Skies of Pern